# بی‌پی‌ام ۳۷۰۹۳
بی‌پی‌ام ۳۷۰۹۳ یک ستاره است که در صورت فلکی قنطورس قرار دارد.